# قسم مقام الريفي (مقاطعة بندر لنجة)
قسم مقام الريفي (بالفارسية: دهستان مقام) هي منطقة سكنية تقع في إيران في هرمزغان. يقدر عدد سكانها بـ 6,227 نسمة .